# Eva Brunner-Szabo
Eva Brunner-Szabo (* 27. Mai 1961 in Oberwart; † 2. März 2012) war eine österreichische Fotografin und Multi-Media-Künstlerin.

## Leben
Eva Brunner-Szabo besuchte von 1975 bis 1980 die HBLA für wirtschaftliche Frauenberufe in Oberwart und absolvierte ab 1981 ein Studium der Kommunikationswissenschaften an der Universität Wien, das sie 1990 mit der Promotion abschloss. Ab 1991 war sie Mitarbeiterin der Medienwerkstatt Wien – Studio für Video, Multimedia, Film und wirkte ab 1993 als Kuratorin der VIDEO-EDITION-AUSTRIA. Seit 1995 führte sie gemeinsame Projekte mit Gert Tschögl durch, die ab dem Jahr 2000 unter dem Label memoryPROJECTS stattfanden. 1996/97 machte sie eine Ausbildung zur Multi-Media Producerin bei SAE Institute in Wien und war von 1996 bis 2004 Lektorin an der Universität Wien. 2004 wurde sie Kuratorin und Mitbegründerin des DVD-Labels INDEX.

## Anerkennungen
Für ihre fotografischen Arbeiten erhielt Brunner-Szabo mehrere Auszeichnungen, u. a.
- 2011: Anerkennungspreis für Künstlerische Fotografie in der Kategorie Medienkunst des Niederösterreichischen Kulturpreises[3]